# رائوش (شهرستان داولکانوفسکی، باشقیرستان)
رائوش (انگلیسی: Raush, Davlekanovsky District, Republic of Bashkortostan) یک شهرک در شهرستان داولکانوفسکی در استان باشقیرستان کشور روسیه است.